# Le Navire étoile (roman)
Cet article concerne le roman. Pour le téléfilm français, voir Le Navire étoile (téléfilm).
Le Navire étoile est un roman britannique de science-fiction de E. C. Tubb. Il est paru sous le nom Star Ship en feuilleton dans le magazine de science-fiction New Worlds en 1956, avant d'être publié la même année sous le titre The Space-Born chez Digit Books. Ce volume en anglais a depuis été réédité de nombreuses fois chez plusieurs éditeurs, les dernières étant l'édition en gros caractères pour malvoyants en 2008 chez Ulverscroft Large Print, et l'édition électronique au format Kindle d'Amazon par Gateway en 2011.
En français, il a été publié trois fois, sous trois noms différents et à partir de trois traductions différentes :
- Le Navire étoile,  trad. Amélie Audiberti, Fleuve noir, coll. « Anticipation » no  107, 1958
- Objectif Pollux, trad. Georges Camici et Michel Averlant, Ditis, coll. « Science-Fiction » no  163, 1960
- Fils de l'espace, trad. Nathalie Gouyé, Presses de la Cité, coll. « Futurama » no  8, 1977,  (ISBN 2-258-00219-2)

## Résumé
Le Navire étoile est l'archétype d'histoire d'arche spatiale : pour parcourir les vastes distances entre les étoiles à une vitesse inférieure à celle de la lumière, les vaisseaux ont besoin de plusieurs siècles. Les générations d'êtres humains se succèdent à bord de ces vaisseaux qui fonctionnent en vase clos.
Le roman présente la vie à bord d'un de ces vaisseaux allant de la Terre à Pollux. Les ressources étant limitées, le moindre gaspillage est considéré comme un crime. De plus, pour que les naissances ne dépassent pas les décès, les voyageurs malades, instables ou âgés de plus de 40 ans sont systématiquement éliminés, les meurtres étant maquillés en accidents. Le héros est l'un des policiers chargés de commettre ces meurtres. Un jour, l'ordinateur de bord lui demande d'éliminer le père de la femme qu'il aime.
Le roman oscille en permanence entre roman policier et questionnement philosophique. Écrite au lendemain de la Seconde Guerre mondiale, cette histoire d'eugénisme a des résonances particulièrement fortes.

## Œuvres dérivées
Un téléfilm français a été tiré du roman en 1962 : Le Navire étoile, réalisé par Alain Boudet.